# The Man from U.N.C.L.E. (Romanserie)
The Man from U.N.C.L.E. war eine Romanserie auf Grundlage und mit den Charakteren der gleichnamigen Fernsehserie, die in Deutschland unter dem Titel Solo für O.N.C.E.L. lief.

## The Man from U.N.C.L.E.
Es erschienen in den USA zwischen 1965 und 1971 insgesamt 23 Bände bei Ace Books, eine parallel, aber in abweichender Reihenfolge und nicht gleichzeitig in Großbritannien bei Souvenir Books unter dem Imprint Four Square Books erscheinende Serie hatte 14 Bände. 
Außerhalb der Reihenzählung erschien 1966 in den USA und Großbritannien der Band The ABC of Espionage.
In deutscher Übersetzung erschienen 1967/1968 fünf Bände im Heyne Verlag.
| Nr. (US) | Nr. (UK) | Autor              | Originaltitel                            | Jahr (US/UK) | Deutscher Titel           | Jahr (DE) |
| -------- | -------- | ------------------ | ---------------------------------------- | ------------ | ------------------------- | --------- |
| 1        | 1        | Michael Avallone   | The Man from U.N.C.L.E.                  | 1965         | Tausend Särge sind zuviel | 1967      |
| 2        | 2        | Harry Whittington  | The Doomsday Affair                      | 1965/1966    |                           |           |
| 3        | 3        | John Oram          | The Copenhagen Affair                    | 1965/1966    | Brennpunkt Kopenhagen     | 1967      |
| 4        | 6        | David McDaniel     | The Dagger Affair                        | 1965/1966    |                           |           |
| 5        | 8        | John T. Phillifent | The Mad Scientist Affair                 | 1966         |                           |           |
| 6        | 9        | David McDaniel     | The Vampire Affair                       | 1966         |                           |           |
| 7        | 7        | Peter Leslie       | The Radioactive Camel Affair             | 1966         | Das radioaktive Kamel     | 1968      |
| 8        | 12       | David McDaniel     | The Monster Wheel Affair                 | 1967         |                           |           |
| 9        | 10       | Peter Leslie       | The Diving Dames Affair                  | 1967         |                           |           |
| 10       |          | J. Hunter Holly    | The Assassination Affair                 | 1967         |                           |           |
| 11       |          | Thomas Stratton    | The Invisibility Affair                  | 1967         |                           |           |
| 12       |          | Thomas Stratton    | The Mind-Twisters Affair                 | 1967         |                           |           |
| 13       |          | David McDaniel     | The Rainbow Affair                       | 1967         |                           |           |
| 14       |          | Fredric Davies     | The Cross of Gold Affair                 | 1968         |                           |           |
| 15       |          | David McDaniel     | The Utopia Affair                        | 1968         |                           |           |
| 16       | 14       | Peter Leslie       | The Splintered Sunglasses Affair         | 1968         |                           |           |
| 17       |          | David McDaniel     | The Hollow Crown Affair                  | 1969         |                           |           |
| 18       | 16       | Peter Leslie       | The Unfair Fare Affair                   | 1969/1968    |                           |           |
| 19       | 15       | John T. Phillifent | The Power Cube Affair                    | 1969/1968    |                           |           |
| 20       | 13       | John T. Phillifent | The Corfu Affair                         | 1970/1967    |                           |           |
| 21       | 11       | Joel Bernard       | The Thinking Machine Affair              | 1970/1967    |                           |           |
| 22       | 4        | John Oram          | The Stone-Cold Dead in the Market Affair | 1970/1966    | Glorianas Nachtklub       | 1967      |
| 23       | 5        | Peter Leslie       | The Finger in the Sky Affair             | 1971/1966    | Flammen über Nizza        | 1968      |
| 24       |          | David McDaniel     | The Final Affair                         |              |                           |           |

Band 24 wurde zwar geschrieben, ist aber nie erschienen.

## The Girl from U.N.C.L.E.
Entsprechend zu dem Fernsehserien-Spin-off The Girl from U.N.C.L.E. gab es auch eine entsprechende Romanreihe, die es allerdings nur auf fünf Bände in den USA und Großbritannien zusammen brachte. Die vier Bände der britischen Reihe erschienen wie gehabt bei Souvenir Books, die beiden Bände der US-Reihe wurden von Signet Books publiziert, wobei nur der erste Band in beiden Reihen erschien.
| Nr. (US) | Nr. (UK) | Autor            | Titel                               | Jahr (US) | Jahr (UK) |
| -------- | -------- | ---------------- | ----------------------------------- | --------- | --------- |
| 1        | 2        | Michael Avallone | The Birds of a Feather Affair       | 1966      | 1967      |
| 2        |          | Michael Avallone | The Blazing Affair                  | 1966      |           |
|          | 1        | Simon Latter     | The Global Globules Affair          |           | 1967      |
|          | 3        | Simon Latter     | The Golden Boats of Taradata Affair |           | 1967      |
|          | 4        | Peter Leslie     | The Cornish Pixie Affair            |           | 1967      |

## Weitere Romanserien
Neben den gewissermaßen „autorisierten“ Romanserien gab es eine Reihe von Romanserien aus dem Bereich Sexpionage-Softporno, die teilweise auch von Autoren der regulären Serie verfasst wurden. Dazu gehören:
- Ted Mark (d. i. Theodore Mark Gottfried): The Man from O.R.G.Y. (15 Bde., 1965–1981)
- F. W. Paul (d. i. Paul W. Fairman): The Man from S.T.U.D. (11 Bde., 1968–1971)
- Rod Gray (d. i. Gardner Fox): The Lady from L.U.S.T. (25 Bde., 1968–1975)